# Chondrostereum
Chondrostereum là một chi nấm trong họ Cyphellaceae, thuộc bộ Agaricales. Loài điển hình của chi là nấm Chondrostereum purpureum.

## Danh sách các loài
- Chondrostereum coprosmae (G.Cunn.) Stalpers (1985)
- Chondrostereum himalaicum (K.S.Thind & S.S.Rattan) S.S. Rattan (1977)
- Chondrostereum purpureum (Pers.) Pouzar (1959)
- Chondrostereum vesiculosum (G.Cunn.) Stalpers & P.K.Buchanan (1991)